# 木坂駅
木坂駅（きさかえき）は、広島県山県郡加計町下筒賀（現在は安芸太田町下筒賀）に存在した西日本旅客鉄道（JR西日本）可部線の駅（廃駅）である。
可部線非電化区間（可部 - 三段峡間）の廃線に伴い、2003年（平成15年）12月1日に廃止された。

## 歴史

### 年表
- 1969年（昭和44年）7月27日：国鉄可部線 加計 - 三段峡間開通時に無人駅として開業[1]。旅客駅[2]。
- 1987年（昭和62年）4月1日：国鉄分割民営化によりJR西日本が継承[2]。
- 2003年（平成15年）12月1日：廃止。

### 駅名の由来
駅所在地付近の小字から。

## 駅構造

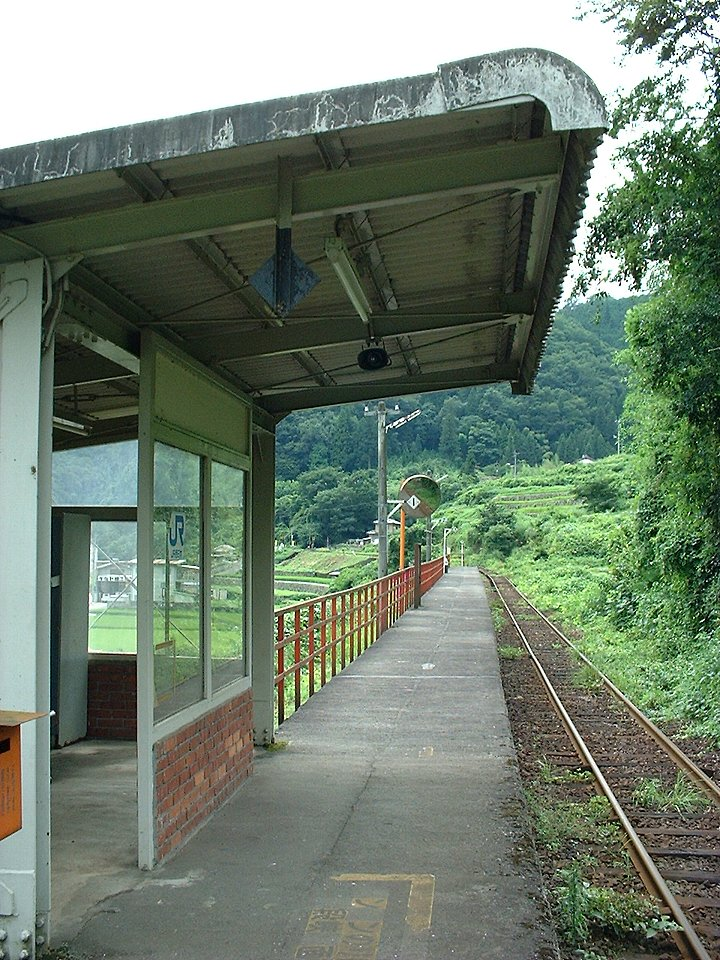
ホーム（2003年8月）

1面1線の単式ホームのみを持ち、高い築堤上にあった高架駅で、築堤下の国道から駅までには82段の石段を登る必要があった。無人駅で駅舎はなく、線路の南側にあるホームの上に待合所があるだけであった。待合所の裏側（南側）の壁には「きさかえき」と書かれていた。

## 駅の周辺
駅のすぐ南側を国道186号（国道191号・国道434号重用）が通り、国道186号の南側には太田川が流れている。
- 広電バス・加計交通・三段峡交通・総合企画コーポレーション「木坂」停留所
  - 高速バス新広浜線も停車していた。

## 現状
ホームと待合室が残されている。

## 隣の駅
西日本旅客鉄道（JR西日本）
可部線
加計駅 - 木坂駅 - 殿賀駅